# Studio Pop
Studio Pop var ett svenskt musikprogram som sändes i SVT2 2 oktober 2002–25 maj 2005. Per Sinding-Larsen var programledare och medverkande i programmet var även en panel med tre medlemmar. Tillsammans kommenterar och diskuterar de aktuella populärkulturrelaterade händelser, album och artister. Säsongen 2004 var MTV-programledaren Lars Beckung vikarie för Per Sinding-Larsen som var föräldraledig. Jonas Leksell gjorde också ett kortare inhopp då Per Sinding-Larsen inte kunde arbeta på grund av hjärnskakning.
Säsongen 2005 bestod panelen av Karin Magnusson, Lisa Milberg och Jonna Bergh.
Panelen har tidigare säsonger bestått av Natalia Kazmierska (hösten 2003 – 2004), Lennart Persson (hösten 2003 – 2004), Susanne Ljung (2002–2004), Ika Johannesson (2002), Uje Brandelius (2002), Amir Chamdin (2004), Dennis Lyxzén (2004) och Kristin Lundell (2004).